# عصام بدر
عصام بدر فنان تشكيلي فلسطيني (مواليد الخليل عام 1948) . تخرَّج في أكاديمية الفنون الجميلة – بغداد، 1973. وتخرَّج في أكاديمية (تبليسي) للفنون الجميلة  (ماجستير – خزف) عام 1982. وهو من مؤسسي رابطة التشكيليين الفلسطينيين في الضفة والقطاع.

## الحياة المهنية
بعد عام 1967 ، خلت الضفة تقريباً من الفنانين المحترفين ، حتى جاء عام 1971 ، حيث أقام الفنان عصام بدر معرضاً شخصياً، وكان هذا المعرض إشارة إلى عودة الروح إلى الحركة التشكيلية في الضفة تحت الاحتلال ، حيث ظهر عدد من الفنانين الذين بدأوا نشاطاً فاعلاً. هذا المعرض الأول الذي تشير بعض المراجِع إلى أنه أقيم في قاعة بلدية الخليل بتاريخ 20 شباط 1972. ثمّ نقل إلى جمعية الشبان المسيحية في القدس بتاريخ 2 أيار 1972 . وفي عام 1973، أقام عصام بدر معرضه الثاني في قاعة مُتنـزه النهر الخالد في الخليل بتاريخ 13 أيلول. ثمّ أقيم معرض ثنائي لِعصام بدر ونبيل العناني في قاعة النادي الأرثوذكسي برام الله بتاريخ 20  أيلول 1973. وأنجر عصام بدر عام 1979  جدارية مبنى بلدية رام الله. وهي تتكون من ثمانية أشكال فنية من الحديد والخزف    ( 11.5 مترا × 3.5 مترا )، على أرضية من الرخام . ثم أقام معرضه الغرافيكي برام الله عام 1979 . كذلك أقام ، عدة معارض شخصية خارج فلسطين ، وشارك في عشرات المعارض الدولية، وفي جميع المعارض المشتركة في فلسطين.
ويعترف معظم الفنانين الفلسطينيين في الضفة الغربية وقطاع غزَّة بالدور الريادي المؤثر للفنان عصام بدر بعد احتلال عام 1967. ويقوم الفنان حاليا بدراسات عبر سور القدس الخارجي.